# Why We Fight

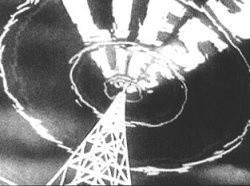
"Prelude to War" toont de nazipropaganda die in Europa zou worden verspreid

Why We Fight is een serie van formeel zeven Amerikaanse propagandafilms gemaakt in opdracht van de Amerikaanse regering, uitgebracht in de periode 1942 tussen 1945. Doel was om de leden van de strijdkrachten te informeren en vooral te motiveren tijdens de Tweede Wereldoorlog.
Het initiatief kwam van generaal Marshall die de opdracht voor productie gaf aan Frank Capra, die voor een groot deel van de films ook de regie op zich nam. Deze startte dit project met het bekijken van Leni Riefenstahl's Triumph des Willens; hierna kwam hij met het idee om de films op te bouwen rond historisch filmmateriaal zodat iedereen zelf kon zien waar ze tegen vochten. De montage werd gedaan door erkend editor William Hornbeck.
Tot het aanvullende materiaal hoorden animaties die voor dit doel gemaakt werden door Walt Disney Pictures. Ook werden sommige gebeurtenissen nagespeeld door de Amerikanen zelf. Het begeleidend commentaar werd ingesproken door Oscar-winnend acteur Walter Huston. Het einde van elke film brengt een citaat van generaal Marshall in beeld. 
Omdat de films een product zijn van de Amerikaanse regering, bevinden ze zich tegenwoordig in het publiek domein. In 2000 werden ze opgenomen in de National Film Registry.
In ruimere zin zouden ook diverse andere films over vergelijkbare onderwerpen die in dezelfde periode door Capra gemaakt waren onder deze noemer te scharen zijn. In engere zin kan Why We Fight ook betrekking hebben op alleen de eerste, en bekendste, film.

## De films
- Prelude to War aka Why We Fight (1942) De film laat het verschil zien tussen een democratie en het fascisme. Deze won in 1942 de Oscar voor beste lange documentaire.

In 1943 besloot de Nederlandse regering in Londen een Nederlandstalige versie te laten maken van deze eerste film met schrijver en Radio Oranje omroeper A. den Doolaard als voice-over. In Nederland was de film pas in 1944 te zien in bioscopen in het bevrijde zuiden.
- The Nazis Strike (1942) De film focust zich op Duitslands invasie van Oostenrijk, Tsjecho-Slowakije en Polen.
- Divide and Conquer (1943) De film focust zich op Fall Rot en Fall Gelb, de invasie van de Benelux en Frankrijk.
- The Battle of Britain (1943) De film focust zich op de Slag om Engeland.
- The Battle of Russia (1943) Een overzicht van het oorlogsverleden van Rusland met de focus op nazi-Duitslands mislukte poging tot inname van het land.
- The Battle of China (1944) De film focust zich op Japans invasie van China.
- War Comes to America (1945) De film laat zien hoe Amerika betrokken is geraakt bij de oorlog.

## Films
- Prelude to War
- The Nazis Strike
- Divide and Conquer
- The Battle of Britain
- The Battle of Russia, deel 1
- The Battle of Russia, deel 2
- The Battle of China
- War Comes to America